# Wursterheide
Wursterheide (niederdeutsch Wusterheid) ist ein Ortsteil der Ortschaft Nordholz in der Einheitsgemeinde Wurster Nordseeküste im niedersächsischen Landkreis Cuxhaven.

## Geografie
Wursterheide liegt zwischen den Städten Bremerhaven und Cuxhaven. Der Ortsteil befindet sich im nördlichen Teil der Einheitsgemeinde Wurster Nordseeküste.

## Geschichte

### Eingemeindungen
Die ehemalige Gemeinde Wursterheide schloss sich am 1. Juli 1967 zu der damals neu geschaffenen Gemeinde Nordholz zusammen.
Zum 1. Januar 2015 fusionierte die Gemeinde Nordholz mit der Samtgemeinde Land Wursten zur Einheitsgemeinde Wurster Nordseeküste.

### Einwohnerentwicklung
| Jahr      | 1925  | 1933  | 1939  | 1950  | 1956  |
| --------- | ----- | ----- | ----- | ----- | ----- |
| Einwohner | 245   | 547   | 1077  | 1253  | 1200  |
| Quelle    | [ 4 ] | [ 4 ] | [ 4 ] | [ 1 ] | [ 1 ] |

|  |

## Politik

### Ortsrat und Ortsbürgermeister
Auf kommunaler Ebene wird Wursterheide von dem Ortsrat aus Nordholz vertreten.

### Wappen
Der Entwurf des Kommunalwappens von Wursterheide stammt von dem Heraldiker und Wappenmaler Albert de Badrihaye, der zahlreiche Wappen im Landkreis Cuxhaven erschaffen hat.
| Wappen von Wursterheide | Blasonierung: „In Blau ein goldener Propeller, rechts und links mit einem silbernen Flügel besteckt.“                                                                          |
| Wappen von Wursterheide | Wappenbegründung: Die Gemeinde ist 1926 auf der Fläche eines ehemaligen Marineluftschiffplatz entstanden. Daran erinnert der Propeller mit Flügeln als Sinnbild der Luftfahrt. |